# Jaime Kaplan
Jaime Kaplan (Macon, 1 oktober 1961) is een voormalig tennisspeelster uit de Verenigde Staten van Amerika.

## Loopbaan
Kaplan debuteerde in 1983 op het ITF-dubbelspeltoernooi van Lakewood (VS), samen met Lee McGuire – zij bereikten meteen de halve finale. De week erna wonnen zij de titel op het ITF-toernooi van Flemington (VS).
In 1985 speelde Kaplan met Camille Benjamin op Roland Garros in het dubbelspel haar eerste grandslamtoernooi. In 1987 speelde Kaplan met Nieuw-Zeelander Kelly Evernden op het gemengd dubbelspeltoernooi van Wimbledon, waar zij de derde ronde bereikte.
Op het ITF-circuit behaalde Kaplan tussen 1983 en 1987 zes overwinningen op dubbelspeltoernooien.
In 2010 werd bij Kaplan leukemie geconstateerd. In 2011 ging Kaplan weer aan het werk als tenniscoach bij Stratford Academy.

## Posities op deWTA-ranglijst
Positie per einde seizoen:
| jaar | rang enkelspel | rang dubbelspel |
| ---- | -------------- | --------------- |
| 1986 | 408            | 112             |
| 1987 | 330            | 128             |
| 1988 | 455            | 119             |
| 1989 | –              | 307             |

## Resultaten grandslamtoernooien
| Legenda | Legenda                          |
| ------- | -------------------------------- |
| g.t.    | geen toernooi gehouden           |
| l.c.    | lagere categorie                 |
| –       | niet deelgenomen                 |
| G       | uitgeschakeld in de groepsfase   |
| 1R      | uitgeschakeld in de eerste ronde |
| 2R      | uitgeschakeld in de tweede ronde |
| 3R      | uitgeschakeld in de derde ronde  |
| 4R      | uitgeschakeld in de vierde ronde |
| KF      | uitgeschakeld in de kwartfinale  |
| HF      | uitgeschakeld in de halve finale |
| F       | de finale verloren               |
| W       | het toernooi gewonnen            |
| w-v     | winst/verlies-balans             |

### Enkelspel
geen deelname

### Vrouwendubbelspel
| toernooi        | 1985 | 1986 | 1987 | 1988 | 1989 |
| --------------- | ---- | ---- | ---- | ---- | ---- |
| Australian Open | –    | g.t. | –    | 1R   | –    |
| Roland Garros   | 1R   | 1R   | 1R   | 1R   | –    |
| Wimbledon       | 2R   | 2R   | 1R   | 1R   | 1R   |
| US Open         | 1R   | 1R   | 2R   | 1R   | –    |

### Gemengd dubbelspel
| toernooi        | 1985 | 1986 | 1987 | 1988 | 1989 |
| --------------- | ---- | ---- | ---- | ---- | ---- |
| Australian Open | g.t. | g.t. | –    | –    | –    |
| Roland Garros   | –    | 1R   | 2R   | 2R   | –    |
| Wimbledon       | 1R   | 1R   | 3R   | 2R   | 1R   |
| US Open         | –    | –    | –    | –    | –    |